# Tanusia aridifolia
Tanusia aridifolia är en insektsart som först beskrevs av Stoll, C. 1787.  Tanusia aridifolia ingår i släktet Tanusia och familjen vårtbitare. Inga underarter finns listade i Catalogue of Life.